# Longeault-Pluvault
Longeault-Pluvault is een gemeente in het Franse departement Côte-d'Or (regio Bourgogne-Franche-Comté). De plaats maakt deel uit van het arrondissement Dijon. Longeault-Pluvault is op 1 januari 2019 ontstaan door de fusie van de gemeenten Longeault en Pluvault. Longeault-Pluvault telde op 1 januari 2022 1.154 inwoners.

## Geografie
De oppervlakte van Longeault-Pluvault bedroeg op 1 januari 2022 4,70 vierkante kilometer; de bevolkingsdichtheid was toen 245,5 inwoners per km².
De onderstaande kaart toont de ligging van Longeault-Pluvault met de belangrijkste infrastructuur en aangrenzende gemeenten.

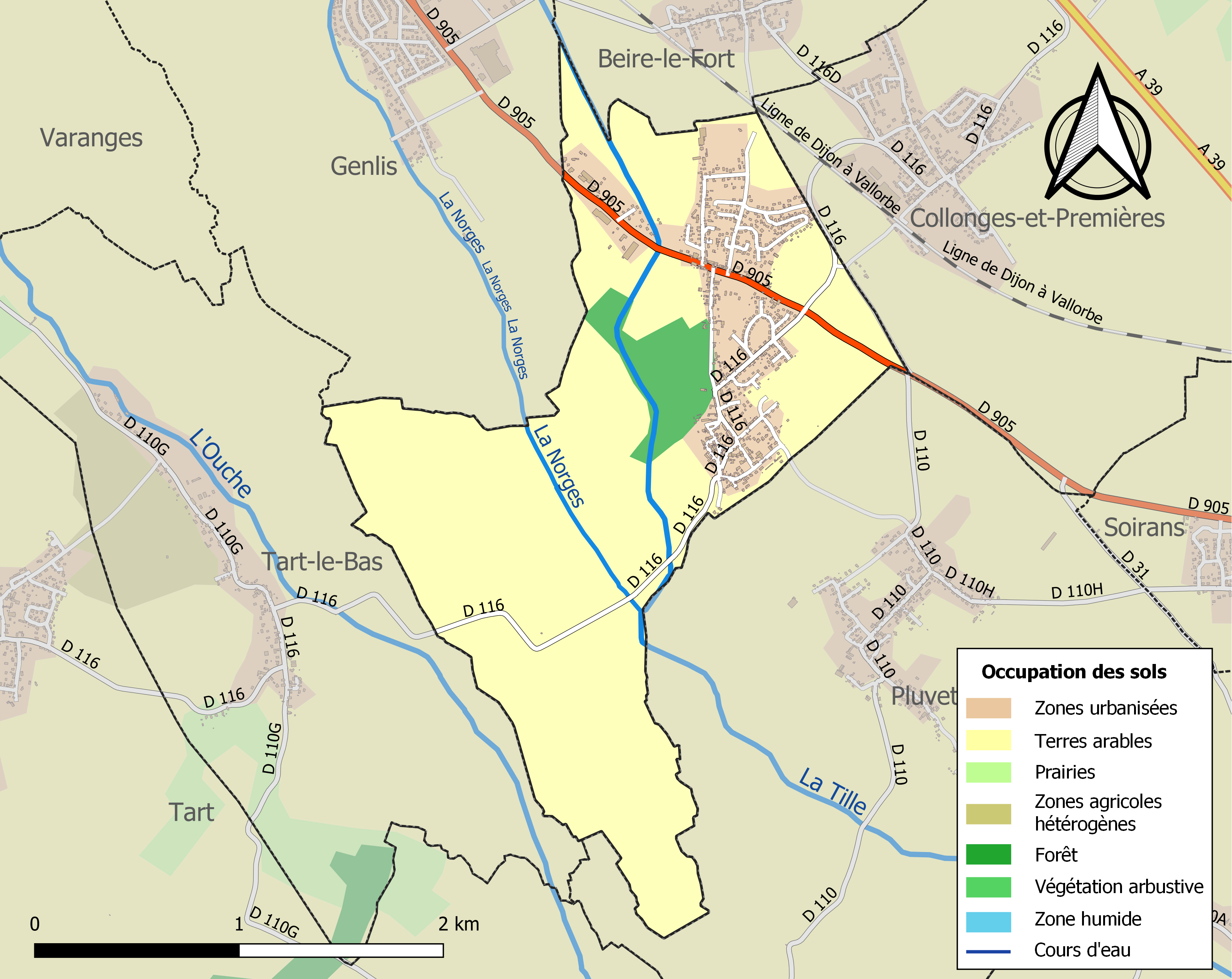